# Rashida Tlaib
Rashida Harbi Tlaib (Detroit, 24 juli 1976) is een Amerikaans politica. Sinds januari 2019 vertegenwoordigt zij als Democrate het 13e congresdistrict van Michigan in het Huis van Afgevaardigden van de Verenigde Staten.

## Biografie
Tlaibs ouders migreerden uit de Palestijnse gebieden naar Detroit, waar haar vader in een autofabriek werkte. Haar ouders zijn emigranten uit Ramallah en Oost-Jeruzalem. Tlaib studeerde politieke wetenschappen aan Wayne State University en rechten aan Western Michigan University.
In 2004 begon Tlaib een stage bij politicus Steve Tobocman, door wie ze in 2007 vast werd aangenomen. Tobocman moedigde haar aan om zich kandidaat te stellen om hem op te volgen. In de Democratische voorverkiezing versloeg ze zeven andere kandidaten. De algemene verkiezing won ze met 90% van de stemmen. Van 2009 tot 2014 zetelde ze in het Huis van Afgevaardigden van de staat Michigan. In 2014 mocht ze zich niet opnieuw verkiesbaar stellen voor dezelfde functie. Tlaib stelde zich toen kandidaat voor de Senaat van Michigan, maar werd verslagen in de voorverkiezing.
Tlaib werkte vervolgens voor een non-profit die werknemers pro Deo rechtshulp biedt.

### Verkiezingen
In 2018 was Tlaib kandidaat in twee Democratische voorverkiezingen: eerst om de special election voor de zetel van John Conyers in het Amerikaanse Huis van Afgevaardigden tijdelijk in te nemen, later om diezelfde zetel permanent te vullen vanaf 3 januari 2019. De eerste voorverkiezing verloor ze van Brenda Jones; de tweede won ze van diezelfde kandidaat. Tlaib had geen Republikeins tegenstander in de algemene verkiezing op 6 november 2018. Begin 2019 trad ze aan als volksvertegenwoordiger namens het 13e congresdistrict van Michigan. Tlaib is de eerste Palestijns-Amerikaanse vrouw in het Congres en, samen met Ilhan Omar, de eerste vrouwelijke moslim in het Congres. Ze legde de eed af in thobe, met haar hand op een koranboek.
Tlaib is lid van de Democratic Socialists of America (DSA) en voerde campagne met voorstellen als Medicare for All en een minimumloon van 15 dollar. Ze is samen met Alexandria Ocasio-Cortez een van de eerste DSA-politici in het Congres.

### Aanvaring met Trump
In juli 2019 opende president Trump de aanval op Tlaib en nog drie vrouwelijke Democratische congresleden met een migratieachtergrond; Ayanna Pressley, Ilhan Omar en Alexandria Ocasio-Cortez. Trump gaf via Twitter aan dat deze vier afgevaardigden naar zijn mening Amerika haten, en dat ze wat hem betreft terug moeten naar de -in zijn bewoordingen- ‘’totaal verwoeste en van misdaad vergeven landen waar ze vandaan komen, om daar bij te dragen aan de opbouw van deze landen, in plaats van de geweldige Amerikanen te vertellen hoe die hun land moeten regeren.’’
In reactie hierop nam het Amerikaanse Huis van Afgevaardigden een motie aan waarin de tweets van Trump over vier Democratische afgevaardigden met een migratieachtergrond werden veroordeeld als „racistische opmerkingen die angst en haat voor nieuwe Amerikanen en mensen van kleur legitimeert”.
In augustus 2019 plaatste Trump een tweet waarin hij Tlaib een antisemiet noemde.

### Bezoek aan Israël
Tlaib is ook uitgesproken kritisch over het beleid van Israël ten opzichte van de Palestijnen. In reactie daarop heeft de Israëlische regering in augustus 2019 een gepland bezoek van Tlaib aan Israël tegengehouden. Nadat ze een verzoek aan de Israëlische overheid deed om op humanitaire gronden toch te worden toegelaten (bezoek aan haar hoogbejaarde grootmoeder) en schriftelijk beloofde geen boycotacties tegen Israël te promoten, werd haar alsnog toestemming verleend. Ze vond dat Israël haar al op voorhand behandelde als een crimineel, bedankte voor de eer en reisde niet af.